# Tayrac (Aveyron)
Tayrac település Franciaországban, Aveyron megyében. Lakosainak száma 188 fő (2022. január 1.). Tayrac Cabanès, Castelmary, Pradinas és La Salvetat-Peyralès községekkel határos.

## Népesség
A település népessége az elmúlt években az alábbi módon változott:
| Lakosok száma | 313  | 290  | 190  | 172  | 161  | 164  | 176  | 183  | 185  | 188  |
|               | 1968 | 1982 | 1990 | 2006 | 2013 | 2015 | 2017 | 2019 | 2020 | 2022 |